# Marcipa
Marcipa là một chi bướm đêm thuộc họ Erebidae.